# Nueva Esperanza, Las Choapas
Nueva Esperanza är en ort i Mexiko.   Den ligger i kommunen Las Choapas och delstaten Veracruz, i den sydöstra delen av landet, 600 km öster om huvudstaden Mexico City. Nueva Esperanza ligger 25 meter över havet och antalet invånare är 278.
Terrängen runt Nueva Esperanza är platt åt nordost, men åt sydväst är den kuperad. Runt Nueva Esperanza är det ganska glesbefolkat, med 29 invånare per kvadratkilometer. Närmaste större samhälle är Nueva Tabasqueña, 12,9 km öster om Nueva Esperanza. Omgivningarna runt Nueva Esperanza är en mosaik av jordbruksmark och naturlig växtlighet.